# 460 (tal)
460 är det naturliga talet som följer 459 och som följs av 461.

## Inom vetenskapen
- 460 Scania, en asteroid.

## Inom matematiken
- 460 är ett jämnt tal.
- 460 är ett sammansatt tal.
- 460 är ett praktiskt tal.
- 460 är ett dodekagontal.
- 460 är ett centrerat triangeltal.